# George C. Scott
Pour les articles homonymes, voir Campbell et Scott.
Cet article possède des paronymes, voir George Campbell et George Scott (homonymie).
 (juillet 2022).
Si vous disposez d'ouvrages ou d'articles de référence ou si vous connaissez des sites web de qualité traitant du thème abordé ici, merci de compléter l'article en donnant les références utiles à sa vérifiabilité et en les liant à la section « Notes et références ».

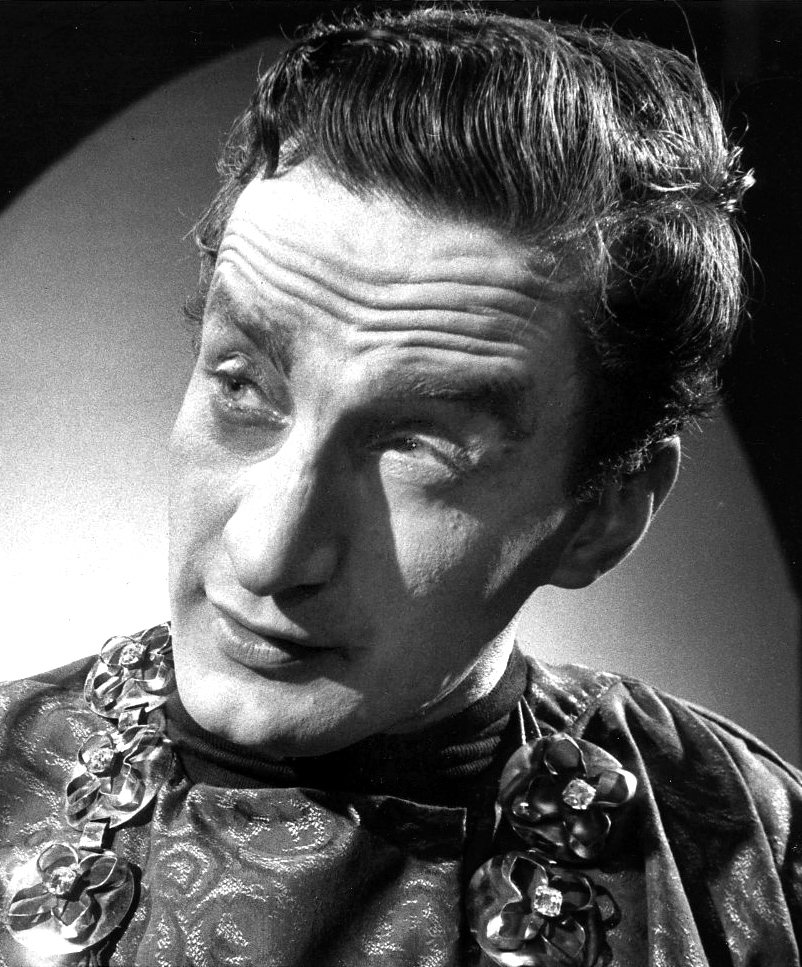
George C. Scott en 1958.

George Campbell Scott, généralement appelé George C. Scott, né le 18 octobre 1927 à Wise (Virginie) et mort le 22 septembre 1999 à Westlake Village (Californie), est un acteur, réalisateur et producteur américain.

## Biographie
Après le lycée, il s’est engagé dans le Corps des Marines où il a servi de 1945 à 1949. À la fin de son engagement, grâce au G.I. Bill, il a entamé des études de journalisme à l'université du Missouri. Son service dans les Marines, l'a aidé pour composer notamment des personnages de militaires.
George C. Scott est surtout connu pour avoir joué le général George S. Patton dans Patton, rôle qui lui a valu l'Oscar du meilleur acteur mais qu'il refusa, considérant que chaque performance d'acteur était unique et ne pouvait pas être comparée aux autres. En 1986 il retrouve le rôle du général Patton pour un téléfilm, Les Derniers Jours de Patton.
Il se distingua aussi pour son rôle du général Turgidson dans Docteur Folamour. George C. Scott est aussi remarquable dans le film d'horreur L'Enfant du diable, sorti en 1980, où il joue le rôle d'un enseignant universitaire veuf, confronté aux morts de sa femme et de sa fille, et qui assiste à des événements paranormaux. Il remporte deux prix du meilleur acteur pour ce rôle.
En 1980, lors du tournage du film La Formule, s'il est au départ plutôt content de tourner avec l'acteur Marlon Brando, des tensions apparaissent rapidement lors du tournage : George C.Scott se plaint que Brando utilise des oreillettes et qu'il ne sait pas son texte, ce qui paraît inconcevable pour ce comédien, surtout que le nom de Brando va être en haut de l'affiche du film alors que c'est surtout George C.Scott que l'on voit dans le film.
George C.Scott est aussi remarqué dans le film L'Exorciste, la suite, en 1990.

## Mariages
- Carolyn Hughes, actrice, de 1951 à 1955, un enfant.
- Patricia Reed, actrice, de 1955 à 1960, deux enfants.
- Colleen Dewhurst, actrice, de 1960 à 1965, puis de 1967 à 1972, deux enfants, dont l'acteur Campbell Scott
- Trish Van Devere, actrice (qu'il rencontre sur le tournage des Les Complices de la dernière chance), de 1972 jusqu'à sa mort.

## Filmographie
- 1958 : The Outcasts of Poker Flat (téléfilm)
- 1959 : La Colline des potences (The Hanging Tree) de Delmer Daves : Dr. George Grubb
- 1959 : Autopsie d'un meurtre (Anatomy of a Murder) de Otto Preminger : Asst. State Atty. Gen. Claude Dancer
- 1960 : Don Juan in Hell (téléfilm) : Le Diable
- 1961 : L'Arnaqueur (The Hustler) de Robert Rossen : Bert Gordon
- 1961 : The Power and the Glory (en) (téléfilm) : Police lieutenant
- 1962 : The Brazen Bell de James Sheldon : Arthur Lilly
- 1963 : Le Dernier de la liste (The List of Adrian Messenger) de John Huston : Anthony Gethryn
- 1964 : Docteur Folamour (Dr. Strangelove or: How I Learned to Stop Worrying and Love the Bomb) de Stanley Kubrick : Général « Buck » Turgidson
- 1964 : La Rolls-Royce jaune (The Yellow Rolls-Royce) d'Anthony Asquith : Paolo Maltese
- 1966 : La Bible (The Bible: In the Beginning…) de John Huston : Abraham
- 1966 : Deux minets pour Juliette ! (Not with My Wife, You Don't!) de Norman Panama : Tank Martin
- 1967 : The Crucible (téléfilm) : John Proctor
- 1967 : Une sacrée fripouille (The Flim-Flam Man) d'Irvin Kershner : Mordecai Jones
- 1968 : Petulia de Richard Lester : Archie Bollen
- 1969 : Mirror, Mirror Off the Wall (téléfilm)
- 1969 : This Savage Land (téléfilm) : Jud Barker
- 1970 : Patton de Franklin J. Schaffner : Gen. George S. Patton Jr.
- 1970 : Jane Eyre (téléfilm) : Edward Rochester
- 1971 : Le Rivage oublié (They Might Be Giants) de Anthony Harvey : Justin Playfair
- 1971 : Les Complices de la dernière chance (The Last Run) de Richard Fleischer : Harry Garmes
- 1971 : L'Hôpital (The Hospital) de Arthur Hiller : Dr. Bock
- 1972 : Les flics ne dorment pas la nuit (The New Centurions) de Richard Fleischer : Kilvinski
- 1972 : Rage de George C. Scott : Dan Logan
- 1973 : L'Or noir de l'Oklahoma (Oklahoma Crude) de Stanley Kramer : Noble « Mase » Mason
- 1973 : Le Jour du dauphin (The Day of the Dolphin) de Mike Nichols : Dr. Jake Terrell
- 1974 : Bank Shot de Gower Champion : Walter Upjohn Ballentine
- 1974 : The Savage Is Loose de George C. Scott : John
- 1975 : Fear on Trial (téléfilm) : Louis Nizer
- 1975 : L'Odyssée du Hindenburg (The Hindenburg) de Robert Wise : Col. Franz Ritter
- 1976 : Beauty and the Beast (téléfilm) : The Beast
- 1977 : L'Île des adieux (Islands in the Stream) de Franklin J. Schaffner : Thomas Hudson
- 1977 : Le Prince et le Pauvre de Richard Fleischer : The Ruffler
- 1978 : Folie Folie (Movie Movie) de Stanley Donen : Gloves Malloy / Spats Baxter
- 1979 : Hardcore de Paul Schrader : Jake VanDorn, alias Jake DeFreese
- 1980 : L'Enfant du diable (The Changeling) de Peter Medak : John Russell
- 1980 : La Formule de John G. Avildsen : Lt. Barney Caine LAPD
- 1981 : Mister Lincoln (téléfilm) : Host
- 1981 : Casey Stengel (téléfilm) : Host
- 1981 : Taps de Harold Baker : Général Harlan Bache
- 1982 : Oliver Twist (téléfilm) : Fagin
- 1983 : China Rose (téléfilm) : Mr. Allen
- 1984 : Charlie (Firestarter) de Mark Lester : John Rainbird
- 1984 : Un chant de Noël (A Christmas Carol) (téléfilm) : Ebenezer Scrooge
- 1985 : Mussolini: The Untold Story (feuilleton télévisé) : Benito Mussolini
- 1986 : Les Choix de vie (Choices) (téléfilm) : Evan Granger
- 1986 : Les Derniers jours de Patton (The Last Days of Patton) (téléfilm) : Général George S. Patton Jr.
- 1986 : Le Tueur de la Rue Morgue (The Murders in the Rue Morgue) (téléfilm) : Auguste Dupin
- 1987 : Pals (téléfilm) : Jack Stobbs
- 1987 : Mr. President (série télévisée) : Président Samuel Arthur Tresch
- 1989 : The Ryan White Story (téléfilm) : Charles Vaughan Sr
- 1990 : Cartoon All-Stars to the Rescue (téléfilm) : Smoke (voix)
- 1990 : L'Exorciste, la suite (The Exorcist III) de William Peter Blatty : Lt. William « Bill » Kinderman
- 1990 : Bernard et Bianca au pays des kangourous (The Rescuers Down Under) : Percival C. McLeach (voix)
- 1990 : Enquête mortelle (Descending Angel) (téléfilm) : Florian Stroia
- 1991 : Brute Force (série télévisée) : Narrateur (voix)
- 1991 : Finding the Way Home (téléfilm) : Max Mittelmann
- 1993 : Malice de Harold Becker : Dr. Martin Kessler
- 1993 : Curacao (téléfilm) : Cornelius Wettering
- 1994 : Traps (série télévisée) : Joe Trapchek (unknown episodes)
- 1994 : In the Heat of the Night: A Matter of Justice (téléfilm) : Juge Barton Walker
- 1995 : Tyson (téléfilm) : Cus D'Amato
- 1995 : Angus de Patrick Read Johnson : Grandpa Ivan
- 1995 : The Whipping Boy (téléfilm) : Blind George
- 1996 : Le Titanic (Titanic) (téléfilm) : Capitaine Edward J. Smith
- 1997 : Mère avant l'heure (Country Justice) (téléfilm) : Clayton Hayes
- 1997 : The Searchers (téléfilm) : Narrateur
- 1997 : Douze hommes en colère (12 Angry Men) (téléfilm) : Juré #3
- 1999 : Gloria : Ruby
- 1999 : Rocky Marciano (téléfilm) : Pierino Marchegiano
- 1999 : Inherit the Wind (en) (téléfilm) : Matthew Harrison Brady

## Distinctions
- Oscar du meilleur acteur en 1970 pour Patton. Il refusa la nomination et la récompense, prétextant ne pas se sentir en compétition avec les autres acteurs.
- Golden Globe Award : Meilleur acteur dans un film dramatique en 1971 pour  Patton.
- Golden Globe Award : Meilleur acteur dans un second rôle dans une série, une minisérie ou un téléfilm en 1998 pour Douze hommes en colère.

## Voix françaises
| - André Valmy dans : - Docteur Folamour - Deux Minets pour Juliette ! - Petulia - Les Complices de la dernière chance - L'Hôpital - Jane Eyre (téléfilm) - Les flics ne dorment pas la nuit - L'Odyssée du Hindenburg - Le Prince et le Pauvre - L'Île des adieux - La Formule - Double assassinat dans la rue Morgue (téléfilm) - L'Exorciste, la suite - Bernard et Bianca au pays des kangourous (Voix) - Descending Angel (téléfilm) - Le Titanic (téléfilm) - Douze hommes en colère (téléfilm) - Gloria | - Claude Joseph dans : - Patton - Rage - L'Enfant du diable - Taps - William Sabatier dans : - L'Arnaqueur - Mère avant l'heure (téléfilm) - Jean Berger dans : - Hardcore - Malice et aussi : - Serge Sauvion dans La Colline des potences - Pierre Asso dans Autopsie d'un meurtre - Maurice Dorléac dans Le Dernier de la liste - Roger Carel dans La Rolls-Royce jaune - Louis Arbessier dans La Bible - Philippe Dumat dans Une sacrée fripouille - Pierre Garin dans L'Or noir de l'Oklahoma - Jean-Claude Michel dans Charlie |